# Neogeoscapheus dahmsi
Neogeoscapheus dahmsi är en kackerlacksart som beskrevs av Roth, L. M. 1977. Neogeoscapheus dahmsi ingår i släktet Neogeoscapheus och familjen jättekackerlackor. Inga underarter finns listade i Catalogue of Life.